# 拉烏尼翁縣
拉烏尼翁縣（西班牙語：Cantón de La Unión），是哥斯達黎加的縣份，位於該國西北部，由卡塔戈省負責管轄，首府設於特雷斯里奧斯，面積44.8平方公里，2011年人口99,399人，人口密度每平方公里2,218.73人。